# عملیات والفجر ۸
عملیات والفجر ۸ یا نبرد اول فاو، عملیات آبی خاکی تهاجمی نیروهای مسلح ایران، در خلال جنگ ایران و عراق بود، که به فرماندهی مشترک سپاه پاسداران و ارتش جمهوری اسلامی ایران، در بهمن‌ماه ۱۳۶۴ به مدت ۷۸ روز انجام شد. در این عملیات با طراحی و حضور مشترک نیروهای ارتش و سپاه، و به روایتی دیگر با طراحی فرماندهان ارشد ارتش جمهوری اسلامی ایران، و نیروهای سپاه، بسیج با پشتیبانی ارتش، با غافلگیری نیروهای عراقی، از اروندرود عبور کردند و شبه‌جزیره فاو در جنوب عراق را به اشغال خود درآوردند. عملیات والفجر ۸، در ساعت ۲۲:۱۰ روز ۲۰ بهمن ۱۳۶۴ در منطقه خسروآباد تا راس‌البیشه آغاز گردید و در تاریخ ۲۹ فروردین ۱۳۶۵ با پیروزی نیروهای ایرانی، به پایان رسید. شبه جزیره استراتژیک فاو تا پایان نبرد دوم فاو در دست نیروهای ایرانی باقی ماند.

## پیشینه
در زمان اجرای عملیات والفجر ۸ تعداد نیروهای ارتش جمهوری اسلامی ایران به ۳۰۵ هزار نفر و نیروهای فعال سپاه پاسداران به حدود ۳۵۰ هزار نفر کاهش یافته بود. در این نبرد، نیروهای زرهی ایران در حدود ۱٫۰۰۰ تانک عملیاتی، بین ۵۰۰ تا ۶۰۰ قبضه ادوات توپخانه و ۱٫۴۰۰ دستگاه از انواع خودروهای زرهی در اختیار داشتند. نیروی هوایی ایران هنوز ۳۵٬۰۰۰ نفر نیرو در اختیار داشت، با این حال تنها ۶۰ تا ۸۰ فروند هواپیمای عملیاتی در اختیار نیروهای مسلح ایران بود.
ارتش عراق همزمان با آغاز عملیات والفجر ۸، تعداد ۴٫۵۰۰ دستگاه تانک، ۴ هزار دستگاه خودروی زرهی و بیش از ۵ هزار قبضه ادوات توپخانه‌ای در اختیار داشت. نیروی هوایی ارتش عراق نیز با در اختیار داشتن بیش از ۴۰ هزار نفر نیرو و ۵۰۰ فروند هواپیمای عملیاتی، وظیفه پشتیبانی هوایی ارتش عراق را برعهده داشت.
شروع درگیری‌ها اندکی پیش از آغاز رسمی عملیات والفجر ۸ توسط نیروهای عراقی انجام شد. ارتش عراق هفته‌ها صرف ذخیره‌سازی آذوقه و بهبود مسیرهای دسترسی نیروهایشان به جزایر مجنون کرد. در این زمان عراقی‌ها با کاهش آب و پایین آوردن سطح آب اروند رود، شروع به ساخت مقر مهندسی، برای پشتیبانی از عملیات به قسمت‌های شمالی جزیره مجنون که در اختیار نیروهای ایران بود، کردند. در ۶ ژانویه ۱۹۸۶ عراقی‌ها به سمت نیروهای ایرانی در شمال جزیره، یورش بردند. ایرانی‌ها تجهیزات و استحکامات دفاعی پیچیده‌ای در جزیره نداشتند و صرفاً برای حمله از جزیره طرح‌ریزی کرده بودند. تا ۸ ژانویه عراقی‌ها توانستند ایرانی‌ها را از قسمت جنوبی جزیره مجنون بیرون برانند.
در دسامبر ۱۹۸۵ و ژانویه ۱۹۸۶ ایران شروع به نفرگیری نیروهای بسیجی کرد، که در طی آن حداقل ۵۰٬۰۰۰ نفر (بر اساس برخی تخمین‌ها تا ۳۰۰٬۰۰۰ نفر نیز می‌رسید) نمود. ایران همچنین نخستین بار شروع به استفاده از زنان در پشتیبانی پشت جبهه‌ها نمود، تا نفرات بیشتری برای خطوط مقدم داشته باشد.

## طرح‌ریزی عملیات
هر چند هدف نهایی ایرانی‌ها، از این عملیات اعلام نشده است ولی احتمالاً آن‌ها به دنبال قطع دسترسی عراق به خلیج فارس و نیز با اجرای عملیات‌های پیرو والفجر ۸ اشغال بصره، اخلال در تولید نفت عراق و حمایت از شورش شیعیان عراق بود. در زمان عملیات پنج سالی می‌شد که نیروهای نظامی ایران توانسته بودند طی عملیات‌های ثامن الائمه (مهر ۱۳۶۰)، طریق القدس (آذر ۱۳۶۰)، فتح‌المبین (فروردین ۱۳۶۱) و بیت‌المقدس (خرداد ۱۳۶۱) قوای عراقی را مجبور به عقب‌نشینی از مناطق اشغالی جنوب ایران نمایند. پس از آن نیروهای ایرانی به دنبال شکست ارتش عراق با یک پیروزی بزرگ بودند که طی چندین عملیات متعدد در سال‌های منتهی به این عملیات نتوانسته بودند به این موفقیت دست یابند. از این‌رو، عملیات والفجر ۸ در رده‌های بالای ارتش ایران، برای دستیابی به یک پیروزی بزرگ، طراحی شد. طرح عملیات توسط افسران حرفه‌ای ارتش ایران انجام شده‌بود و در اجرا و در میدان نبرد، فرماندهی به صورت مشترک با فرماندهان سپاه و ارتش انجام گرفت. اساس عملیات بر اصل غافلگیری عراقی‌ها استوار بود، چرا که آن‌ها تصور می‌کردند ایرانی‌ها توانایی پیاده‌سازی نیرو در حجم وسیع در شبه جزیره فاو را ندارند. ضمن اینکه از عملیات ایذایی در جبهه‌های دیگر هم استفاده شد.

### فریب نیروهای عراقی
اندکی قبل از انجام عملیات والفجر ۸، علی هاشمی فرمانده قرارگاه نصرت اقداماتی برای فریب نیروهای عراقی انجام داد تا توجه عراق را از فاو به هور جلب کند. به عنوان مثال او دستور می‌داد روزها چندین کامیون از ستاد به سمت هور حرکت کنند (او این کامیونها را شبانه برمی‌گرداند). به علاوه تعداد زیادی سنگر در هور ساخت تا وانمود کند قرار است نیروهای زیادی در منطقه هور مستقر شوند. ضمناً شکل برخی سنگرها را با لوله‌های پولیکا به گونه‌ای طراحی کرد که در تصاویر هوایی شبیه تانک به نظر برسند. تحرکات تصنعی در قرارگاه نصرت (واقع در هور) این تصور را برای عراق پدیدآورد که حمله اصلی قرار است از جانب هور انجام شود؛ لذا هنگام شروع حمله به فاو، عراق تا مدتی از پاتک جدی خودداری نمود. به علاوه بخشی از نیروهای عراقی مستقر در منطقه فاو به نزدیکی هور منتقل شدند تا جلوی حمله‌ای که تصور می‌شد از ناحیه هور قرار است آغاز شود را بگیرند. الگاوی، فرمانده لشکر ۲۳ عراق که یکسال بعد در مناطق شمالی اسیر شد در اعترافات خود می‌گوید:
در زمستان ۱۳۶۴ لشکر من در فاو مستقر بود. آن قدر تحرکات شما در هور زیاد شد که من مطمئن شدم حملهٔ مجدد شما از هور است. برای همین سه تیپ از نیروهایم را از فاو به هور منتقل کردم. عکس‌های هوایی از هور نشان می‌داد که شما تانک‌های زیادی را در هور مستقر کرده‌اید. جاسوس‌های ما خبر دادند که هر روز صدها کامیون تجهیزات و نفرات وارد هور می‌شوند. دیگر مطمئن شدیم که عملیات در هور خواهد بود. وقتی که نیروها خبر دادند ایران به فاو حمله کرده، گفتم نگران نباشید، حمله ایران به فاو یک فریب است! حمله اصلی از هور است. ما تا سه‌روز منتظر حملهٔ شما در هور بودیم اما خبری نشد! این اشتباه من باعث شد که فاو را از دست دادیم.

## عملیات
عملیات در شب بیستم بهمن ماه با ترکیبی از صد هزار نفر نیرو از ۵ لشکر ارتش ایران و ۵۰ هزار نفر نیروی پاسدار و بسیجی انجام گرفت. مرحله اول عملیاتی ایذایی بود، که به مدت ۵ روز در نزدیکی شهر بصره انجام شد. در این مرحله در جبهه شمالی نیروهای داوطلب ایرانی با روش یورش موج انسانی به سمت نیروهای ارتش عراق حمله کردند. به‌طور همزمان در جنوب عراق و در نزدیکی جزیره فاو، ایرانی‌ها عملیات را با استفاده از لشکر پیاده‌نظام مکانیزه شروع نمودند. هر دو عملیات با آتش سنگین توپخانه ارتش عراق مواجه و متوقف شد. در جبهه شمالی، تاکتیک یورش موج انسانی نیروهای بسیجی، جانِ حدود ۴ هزار نفر از ایرانی‌ها را گرفت. عراقی‌ها با این تصور که هدف اصلی عملیات، جبهه شمالی است، نیروهای خود را در جبهه شمالی متمرکز کردند. هدف اصلی نیروهای ایرانی شبه‌جزیره فاو بود، که تنها نقطه‌ای از عراق محسوب می‌شد، که دسترسی مستقیم آنها به خلیج فارس را امکانپذیر می‌کرد. در جبهه جنوبی، ایرانی‌ها ابتدا ۲ عملیات آبی خاکی را اجرا کردند و ابتدا توانستند جزیره ام‌القصر در مجاورت اروندرود را به اشغال خود درآورند، هر چند دو روز بعد، عراقی‌ها توانستند با پاتکی جزیره را پس بگیرند.
عملیات همزمان دوم ایرانی‌ها، نقطه جنوبی شبه‌جزیره فاو را هدف قرار داده بود، که در آن نیروهای ایرانی با استفاده از قایق‌های تندرو و قایق‌های سنگین حامل تانک و تجهیزات زرهی از اروندرود عبور کرده و از ۶ نقطه وارد منطقه فاو شوند. در طی ۲۴ ساعت نبرد، ایرانی‌ها توانستند کل شبه‌جزیره را به اشغال خود درآورند. در روز اول عملیات، لشکر ۲۵ کربلا که از رزمندگان استان مازندران تشکیل شده بود، موفق شد تا شهر فاو را به تصرف کامل خود درآورد. هزاران سرباز وظیفه عراقی برای دفاع در برابر تهاجم سنگین آموزش کافی نداشتند و تاب مقاومت در برابر این حمله را نیاوردند. در این تهاجم ۴٬۰۰۰ نفر از نیروهای وظیفه عراقی کشته شدند و تعداد ۱٬۵۰۰ نفر از آن‌ها نیز به اسارت نیروهای ایرانی درآمدند.
تا پنج روز پس از شروع عملیات فرماندهان ارتش عراق متوجه هدف اصلی عملیات که اشغال فاو بود نشده بودند.
ایرانی‌ها در انتهای عملیات حملات خود را متوجه بندر ام‌القصر نمودند، ولی به دلیل کمبود تجهیزات و مهمات و نیز به دلیل خستگی مفرط نفرات، از تصرف این بندر بازماندند.

## پاتک نیروهای عراقی
نیروهای عراقی موجود در فاو تعدادی محدود از کادر وظیفه ارتش عراق بودند و توان ناچیزی در مقابله با هجوم همزمان و پیاده شدن نیروهای ایرانی از چند محور داشتند. فرماندهان ارشد عراقی‌ها برای جلوگیری از شکست در برابر حملات احتمالی نیروهای ایرانی در جبهه شمالی (در نزدیکی بصره) تا ۱۰ روز از ارسال نیروهای دفاعی به منطقه خودداری کردند. پس از آن نیروهای عراق بیش از ۷۰ روز به پاتکهای سنگین در جبهه جنوبی منطقه فاو پرداختند. نیروهای عراقی امید داشتند تا اروندرود به عنوان مانع در حدفاصل منطقه عملیاتی با عقبه، مقاومت نیروهای مسلح ایران را به تدریج تضعیف نماید. با این حال نیروهای ایرانی در همان روزهای اول اشغال فاو توانستند به سرعت، تعداد زیادی نفرات تازه‌نفس را در فاو پیاده نمایند. پاتک عراقی‌ها عجولانه برنامه‌ریزی شده بود. عمده نفرات و تجهیزات شرکت‌کننده در عملیات ارتش عراق در زمین‌های گِلی فاو، گیر افتاده و اهداف ساده‌ای برای بالگردهای بل ای‌اچ-۱ کبرا و توپخانه ارتش ایران می‌شدند.
عراق با وجود برتری هوایی در این مقطع جنگ نتوانست به‌طور مؤثری از نیروی هوایی خود در این عملیات علیه ایران استفاده کند. مهارت پایین خلبان‌های عراقی در زدن اهداف زمینی و بدی هوای منطقه در آن زمان و این نکته که ایرانی‌ها عملیات‌های خود را به صورت شبانه انجام می‌دادند و در روز در داخل سنگرهای خود پناه می‌گرفتند، از دلایل عمده ناکامی عراقی‌ها در آن زمان و تلفات ناچیز ایرانی‌ها بود. همچنین ایرانی‌ها یادگرفته بودند که چگونه تجهیزات خود را در منطقه توزیع نمایند تا اثرات تخریبی بمباران هوایی را کمتر کنند. سیستم‌های موشکی ضد هواپیمای ام‌آی‌ام-۲۳ هاوک ایرانی که به‌تازگی و با وساطت اسرائیل که با مذاکرات و میانجیگری رابرت مک فارلین در سمت مشاور امنیت ملی ایالات متحده آمریکا در دولت رونالد ریگان (مشهور به ماجرای مک‌فارلین) از آمریکا دریافت شده بود نیز توانستند خطرات زیادی متوجه عملیات‌های هوایی عراق کرده و ۱۵ تا ۵۰ هواپیمای نظامی عراق را سرنگون کنند. نیروی هوایی عراق همچنین تا تعداد روزی بیش از ۲۰۰ سرتی پرواز عملیاتی انجام دادند. با این حال بارندگی شدید آن‌ها را در بمباران مسیرهای مبادلاتی نیروهای ایرانی (که عمدتاً پل‌های روی اروندرود بود) ناکام گذاشت. بمباران مسیرهای مبادلاتی ایران از خرمشهر و آبادان به فاو خرابی‌های ناچیزی بر این مسیرها وارد نمود و ایرانی‌ها توانستند این مسیرها را بازسازی کنند.
نیروی هوایی ارتش جمهوری اسلامی ایران توانست نقش تعیین‌کننده‌ای در پوشش هوایی منطقه و ناکامی عملیات‌های هوایی عراق ایفا نماید. هواپیماهای درگیر شونده ارتش ایران (گرومن اف-۱۴ تام‌کت) توانستند در طی این درگیری‌ها ۲۵ جنگنده عراقی را ساقط نمایند. برنامه‌ریزی ضعیف و عجولانه عراق در مقابله با این عملیات با همراهی بدی هوای منطقه و زمین‌های گلی فاو کار را بر عراقی‌ها سخت‌تر نمود. تنها برگ برنده عراقی‌ها در این عملیات استفاده از گازهای شیمیایی بود که آن هم در هوای مرطوب در حین این عملیات تأثیر به سزایی نداشت.

## پیامدها
می‌توان این عملیات را بزرگ‌ترین پیروزی در عملیات‌های تهاجمی ایران در جنگ ایران و عراق دانست. در نتیجه این عملیات ایران بر سواحل اروند، ساحل شمالی خور عبدالله و شبه جزیره فاو مسلط شد و راه ورود عراق به خلیج فارس از طریق فاو مسدود شد. ایرانی‌ها در ادامه این عملیات حملات خود را متوجه بندر ام‌قصر نمودند با این‌حال از اشغال این شهر بندری مهم بازماندند.
در سال ۱۳۶۴ مدت‌ها بود که عراق به دلیل جنگ دیگر از شبه‌جزیره فاو برای صادرات نفت استفاده نمی‌کرد از این‌رو پیروزی ایران در این عملیات اهمیت استراتژیک قابل توجهی نداشت. با این حال اشغال این شبه جزیره پیروزی بزرگ سیاسی برای ایران به‌شمار می‌رفت. نتیجه این عملیات رهبران ایران را به شکست کامل ارتش عراق امیدوارتر نمود و ایران پس از این عملیات تا پس از حمله نیروهای عراقی طی عملیات‌های توکلنا علی‌الله در تیر ماه ۱۳۶۷ از پذیرش قطعنامه‌های صلح سازمان ملل سر باز زد.
عراقی‌ها از لحظه شکست در این عملیات به تجدید قوای خود اقدام کردند و ازجمله اقدامات آن‌های افزایش بی‌سابقه تعداد پرسنل گارد ریاست جمهوری عراق، خرید تجهیزات مدرن، و افزایش توان لجستیکی بود. همه اقدامات عراقی‌ها در حالی انجام شد که نیروهای نظامی ایرانی مشکلات عمده‌ای در استخدام نفرات جدید داشتند. ایرانی‌ها هچنین به دلیل تحریم‌های فلج‌کننده در تعمیر تسلیحات و خرید تسلیحات مدرن با مشکلات جدی روبرو بودند. همزمان کشورهای عربی حاشیه خلیج فارس و به ویژه کویت که نیروهای ایرانی در فاصله ۵۰ مایلی از آن مستقر بودند، از واهمه پیروزی‌های آینده نیروهای ایران کمک‌های خود را به عراق به شدت افزایش دادند. مجموع این عوامل زمینه‌ساز شکست‌های نیروهای ایرانی و پیروزی نیروهای عراقی در طی عملیات‌های بعدی نبرد دوم فاو و عملیات توکلنا علی‌الله شد.
در روز اول عملیات، لشکر ۲۵ کربلا، موفق شد تا شهر فاو را به تصرف کامل خود درآورد. به گفته حسین علایی این عملیات موفق‌ترین عملیات جنگ ایران و عراق بود که طی آن دسترسی عراق از آب‌های خلیج فارس قطع شد.

## جنگ‌افزارهای شیمیایی
در این عملیات نیروهای عراقی از سلاح‌های شیمیایی استفاده کردند.